# Nicke Lilltroll
Nicke Lilltroll var ett svenskt radioprogram för barn som sändes i Sveriges Radio från slutet av 1950-talet (möjligen 1957 eller 1959) till 1965. Det hade ett troll som huvudfigur.  

## Handling
I programmen berättar Nicke Lilltroll för barnen om sitt liv i Trollberget i Storskogen, där han bor med sin lillebror, farfar och farmor och morfar och mormor. Hans bästa vän är Bosse Bofink. Nicke Lilltrolls hälsningsfras är "Mossa mossa på er alla människobarn!" och avskedsfrasen "Ha det så grankott nu allihopa!"

## Produktion
Skådespelaren Ragnar Falck skrev manus och gjorde rösterna i programmet. Radioserien producerades ofta av Gösta Blixt, eller av Gösta Blixt tillsammans med Ragnar Falck. Signaturmelodin spelades på kontrafagott och skrevs av Jerry Högstedt.
Avsnitten har repriserats många gånger, och en del avsnitt har utgivits på stenkaka, kassettband, LP och CD. Under 1980-talet gick programmet i repris i Barnradion i Sveriges Radio.
Nicke Lilltrolls sätt att prata var en del av personligheten. Bland annat hade rollfiguren en tydlig läspning i ord som mossa.